# Plato (ort i Colombia, Magdalena, lat 9,79, long -74,78)
Plato är en ort i Colombia.   Den ligger i departementet Magdalena, i den norra delen av landet, 600 km norr om huvudstaden Bogotá. Plato ligger 25 meter över havet och antalet invånare är 48 606.
Terrängen runt Plato är platt. Runt Plato är det ganska glesbefolkat, med 24 invånare per kvadratkilometer. Plato är det största samhället i trakten. 